# Prezydenci Erytrei
Prezydent Erytrei – szef państwa, rządu i dowódcą sił zbrojnych w Erytrei. Od czasu uzyskania niepodległości przez Erytreę urząd ten pełni Isajas Afewerki.

## Powstanie urzędu
Tuż po uzyskaniu niepodległości przez Erytreę 24 maja 1993, lider jej ruchu niepodległościowego i sekretarz generalny Ludowego Frontu na rzecz Demokracji i Sprawiedliwości Isajas Afewerki został wybrany prezydentem kraju przez Tymczasowe Zgromadzenie Narodowe i stanął na czele rządu tymczasowego. 
Rząd tymczasowy deklarował uchwalenie konstytucji, opracowanie porządku prawnego i organizację wyborów parlamentarnych w czasie 4-letniego okresu przejściowego. W marcu 1994 powołał Komisję Konstytucyjną. W wyniku jej prac, 23 maja 1997 ratyfikowana została konstytucja kraju, jednak jej przepisy nigdy nie weszły w życie. Zapowiadane na 1997 wybory, nie odbyły się. W rezultacie, Erytrea posiada de facto jednopartyjny system rządów, a w kraju nie przeprowadzono nigdy wyborów.

## Wybór i obowiązki
Według konstytucji, której przepisy nie zostały jednakże wprowadzone w życie, prezydent Erytrei jest szefem państwa i rządu oraz dowódcą sił zbrojnych. Sprawuje władzę wykonawczą, korzystając ze swoich praw w konsultacji z gabinetem. Zapewnia poszanowanie przepisów konstytucji, integralności i godności państwa, skuteczne kierowanie służbami publicznymi. Zapewnia poszanowanie interesów i bezpieczeństwa wszystkich mieszkańców, w tym ich fundamentalnych praw zagwarantowanych w konstytucji. 
Prezydent jest wybierany spośród członków parlamentu absolutną większością głosów na 5-letnią kadencję, równą kadencji Zgromadzenia Narodowego, które dokonuje wyboru. Kandydat na prezydenta musi zostać nominowany przez co najmniej 20% składu całego izby i być obywatelem Erytrei z urodzenia. Prezydent nie może pełnić urzędu dłużej niż dwie kadencje.

## Lista Prezydentów Erytrei
| Osoba                   | Osoba   | Osoba                    | Kadencja         | Kadencja     | Partia polityczna                                  |
| #                       | Portret | Imię i Nazwisko          | Od               | Do           | Partia polityczna                                  |
| ----------------------- | ------- | ------------------------ | ---------------- | ------------ | -------------------------------------------------- |
| Tymczasowy Rząd Erytrei |         |                          |                  |              |                                                    |
| —                       |         | Isajas Afewerki (1946– ) | 27 kwietnia 1991 | 24 maja 1993 | Erytrejski Ludowy Front Wyzwolenia                 |
| Państwo Erytrea         |         |                          |                  |              |                                                    |
| 1                       |         | Isajas Afewerki (1946– ) | 24 maja 1993     | nadal        | Ludowy Front na rzecz Demokracji i Sprawiedliwości |